# Wharram le Street
Wharram le Street är en by i civil parish Wharram, i kommunen North Yorkshire, i grevskapet North Yorkshire, i England. Byn är belägen 10 km från Malton. Wharram le Street var en civil parish fram till 1935 när blev den en del av Wharram. Civil parish hade 133 invånare år 1931. Byn nämndes i Domedagsboken (Domesday Book) år 1086, och kallades då Warham/Warran.